# أغوستين بريونز
أغوستين بريونز (بالإسبانية: Agustín Briones)‏ هو لاعب كرة قدم أرجنتيني، ولد في 4 أكتوبر 1988 في بوينس آيرس في الأرجنتين. لعب مع سان مارتين دي توكومان ‏.

## وصلات خارجية
- أغوستين بريونز على موقع قاعدة بيانات كرة القدم.إي يو (الإنجليزية)
- أغوستين بريونز على موقع Soccerway.com (الإنجليزية)
- أغوستين بريونز على موقع عالم كرة القدم.نت (الإنجليزية)